# Султан Аган-Гирей
Султан Аган-Гирей (Агат-Гирей) Азамат-Гиреевич (1810 — после 1856) — потомок крымских султанов из рода Гиреев, полковник (с 20 декабря 1850).

## Биография
Единственный сын генерал-майора российской армии, султана Азамат-Гирея (род. 1789), участника турецкой, польской и кавказской военных кампаний.
С 29 октября 1830 года Султан Аган-Гирей воспитывался в Первом кадетском корпусе. «Российский язык, арифметику, из алгебры до уравнения до первой степени, древнюю историю, всеобщую географию, фехтование и черкесский язык знает».
30 июля 1832 года с производством в корнеты был зачислен в лейб-гвардии Кавказско-Горский полуэскадрон собственного Его Императорского Величества конвой.
С октября 1834 по февраль 1836 года Султан Аган-Гирей служил на Кавказе. 1 января 1834 (по другим данным 1 января 1837) получил чин штабс-ротмистра. «За участие в экспедиции за Кубань против горцев в 1834 и 1835 годах награждён единовременно деньгами в сумме 662 рублей 62 копейки». Неоднократно получал монаршие благоволения за смотры, парады и за линейные учения (1836, 1838, 1840 гг.). 20 августа 1841 года Султан Аган-Гирей был произведен в майоры.
5 марта 1844 года получил чин подполковника и был прикомандирован к Хоперскому казачьему полку. 20 декабря 1850 года был произведен в полковники.
Был награждён орденами св. Владимира 4-й степени с бантом (27 июля 1834) и св. Анны 2-й степени. В 1857 году был награждён золотым оружием — шашкой с надписью «За храбрость».
Проживал в бжедугском (хамышеевском) ауле Бахта, Екатеринодарского отдела Кубанской области. Был «женат на дочери бесленеевского князя Коноковой Койше Аджиевне». Детей не имел.